# Weserflug We 271
Il Weserflug We 271 fu un aereo anfibio bimotore ad ala alta sviluppato dall'azienda aeronautica tedesca Weser-Flugzeugbau GmbH nei tardi anni trenta e rimasto allo stadio di prototipo.
Benché immatricolato come aereo civile per tutta la durata dei voli di prova, venne testato anche dalla Luftwaffe senza tuttavia ottenere interesse nel progetto che, dopo questo rifiuto, venne accantonato.

## Storia del progetto
Tra il 1937 ed il 1938 la Weser-Flugzeugbau, divisione aeronautica della AG Weser che fino a quel momento aveva realizzato velivoli su licenza, avviò un proprio progetto relativo ad un compatto velivolo anfibio bimotore destinato al trasporto persone o piccoli carichi di materiale.
Sviluppato da un gruppo di progettisti al quale apparteneva anche Adolf Rohrbach, sulla cui responsabilità dell'intero progetto le fonti non sono concordi ma che risultava concreto nella progettazione dell'ala, il modello, realizzato interamente in metallo, abbinava il concetto dell'idrovolante a scafo centrale ad un convenzionale carrello d'atterraggio retrattile che gli consentiva di operare sia dalla superficie acquatica che da una pista. L'equipaggio, con il pilota e l'eventuale copilota che sedevano anteriormente in posti affiancati, era riparato in una cabina chiusa accessibile da portelli posti sulla sommità dello scafo. Altra particolarità del progetto era la presenza dei due galleggianti equilibratori collegati all'intradosso da una struttura tubolare non controventata e l'impennaggio bideriva.
Il prototipo, indicato come We 271 V1 e che rimarrà l'unico esemplare costruito, venne immatricolato con marche civili D-ORBE e portato in volo con successo, ai comandi del pilota collaudatore dell'azienda Gerhard Hubrich, da terra sull'aerodromo di Lemwerder il 26 giugno 1939, collaudo che si ripeté dalla superficie dell'acqua due giorni più tardi, il 28 giugno, nell'Einswarden (Circondario del Wesermarsch).
In seguito ai voli di prova nei bacini acquatici, si rilevò la tendenza del modello ad alzare spruzzi d'acqua in fase di decollo, per cui si ritenne necessaria la riprogettazione della prua dello scafo per ovviare all'inconveniente, sia per migliorare il comportamento in fase di flottaggio che per preservare da possibili malfunzionamenti i due motori.
Nella primavera del 1940, dopo che lo scoppio della seconda guerra mondiale suggerì la possibilità di un suo utilizzo anche in campo militare, il We 271 venne portato in volo dai piloti Hubrich e Schmücker fino all'Erprobungsstelle Rechlin, il centro sperimentale della Luftwaffe per le prove di accettazione. Nel corso delle prove che seguirono, durante un volo del 1941 l'equipaggio venne ingaggiato da un Supermarine Spitfire della Royal Air Force che riuscì quasi ad abbatterlo. Dopo quest'episodio si preferì sospenderne i voli e nel corso del conflitto venne smantellato.

## Utilizzatori
Germania
- Luftwaffe

utilizzato solo in voli di prova.